# Cölbe
Cölbe – miejscowość i gmina w kraju związkowym Hesja, w rejencji Gießen, w powiecie Marburg-Biedenkopf, położona nad rzeką Lahn. Gmina liczy 6772 mieszkańców (30 czerwca 2015), a jej powierzchnia wynosi 26,66 km².

## Geografia

### Położenie
Terytorium Cölbe leży na południowym skraju kraju związkowego Hesja, na południu od gminy leży miasto uniwersyteckie Marburg.

### Klimat
Roczna suma opadów wynosi 644 mm, jest stosunkowo niska. Najbardziej suchym miesiącem jest luty większość opadów przypada w grudniu. W grudniu spada 1,5 razy więcej deszczu niż w lutym. Suma opadów zmienia się nieznacznie.

### Okoliczne gminy i miasta
Cölbe graniczy z północno-zachodniej części miasta pogodowych w północno-wschodniej części miasta Rauschenberg, na wschód od miasta gaju kościoła, w południowej części miasta Marburg, a na zachodzie na wspólnocie doliny Lahnu (wszystkie w Marburg-Biedenkopf).

### Struktura
Gmina składa się z wiosek:
Berne wioski (około 46 osób)
Bürgeln (ok. 1655 mieszkańców)
Cölbe (ok. 3689 mieszkańców)
Reddehausen (około 407 mieszkańców)
Schönstadt (ok. 1533 mieszkańców)
Schwarzenborn (około 118 mieszkańców)

## Historia
Pierwsza wzmianka o Cölbe pochodzi z 1244 jako "Culbe". W 1850 w gminie powstała kolej.
Przed reformą komunalną w Hesji, rząd państwa zatwierdził z dniem 31 Grudzień 1971 integracje społeczności do kościoła Reddehausen Cölbe w byłym powiecie Marburg. W tym samym dniu, zatwierdził połączenie Cölbe gminy i miasta.

### Demografia
Ludność miasta Cölbe przed II wojną światową
Rok	1925	1933	1939
Ew	1276	1482	1621
Społeczność Cölbe odnotowała największy wzrost liczby ludności w powiecie Marburg-Biedenkopf w ciągu ostatnich 15 lat.

## Polityka

### Herb
W czerwonej tarczy ze srebrnymi (białymi) skośnymi belkami, pokryty sześcioma odwróconymi czerwonymi sercami w dwóch rzędach. Herb jest oparty na tym z powiatu Schönstadt. Zastąpiono trzech czarnych mężczyzn Milchling w sercu miasta Nicei przez sześć czerwonych serc w odniesieniu do liczby powiatów.

## Współpraca
Miejscowość partnerska:
- Kościerzyna, Polska